# Mohammad Taj
Mohammad Taj (* 1942) je bývalý afghánský zápasník, účastník letních olympijských her 1988 v Soulu, kde ve volném stylu v polotěžké váze vypadl ve třetím kole.
V prvním kole podlehl Türkkayovi z Turecka, ve druhém Guèyovi ze Senegalu a ve třetím porazil Deskoulidise z Řecka.